# برنارد هانسن
برنارد هانسن (و. 1844 – 1911 م) هو سياسي، ومهندس معماري ألماني، ولد في هامبورغ، توفي عن عمر يناهز 67 عاماً.

## مناصب
تولى منصب عضو البرلمان هامبورغ ‏
.